# 雅博蒂卡巴尔
雅博蒂卡巴尔是巴西圣保罗州的一个市镇。总面积706.499平方公里，总人口73084人，人口密度103.4人/平方公里。